# Берланкур (Эна)
Берланку́р (фр. Berlancourt) — коммуна во Франции, находится в регионе Пикардия. Департамент коммуны — Эна. Входит в состав кантона Марль. Округ коммуны — Вервен.
Код INSEE коммуны — 02068.

## Население
Население коммуны на 2010 год составляло 104 человека.
| 1962 | 1968 | 1975 | 1982 | 1990 | 1999 | 2010 |
| ---- | ---- | ---- | ---- | ---- | ---- | ---- |
| 112  | 122  | 120  | 117  | 112  | 93   | 104  |

## Экономика
В 2010 году среди 59 человек трудоспособного возраста (15—64 лет) 39 были экономически активными, 20 — неактивными (показатель активности — 66,1 %, в 1999 году было 64,2 %). Из 39 активных жителей работали 32 человека (18 мужчин и 14 женщин), безработных было 7 (4 мужчины и 3 женщины). Среди 20 неактивных 2 человека были учениками или студентами, 10 — пенсионерами, 8 были неактивными по другим причинам.